# 遊魚静
遊魚 静（ゆな しずか、1968年2月2日 - ）は、日本の元女性声優・ナレーターである。東京都出身。学位は博士（公共経営）（早稲田大学・2010年）。本名は鈴池 静（すずいけ しずか）。後述の罪状で服役していたが2021年7月7日に満期出所した。

## 来歴・人物
東京女子体育短期大学を経て早稲田大学第二文学部を卒業。その後、早稲田大学政治経済学術院公共経営研究科博士課程を修了。博士（公共経営）取得。
声優として、81プロデュース、シグマ・セブンを経て、2006年4月から2009年8月までムーブマンに所属。かたりべ集団・劇団遊魚たいむを主宰し、司会業からナレーションまで幅広い業務を行っていた。
声優実績として自身のブログでリカちゃん人形の電話の声を担当したことを挙げていたが、1997年の「リカちゃん声優コンテスト」で準グランプリに選出されたものの起用はされず、タカラトミーは正式に否定している。

## 里子虐待死事件

### 刑事訴訟
2010年8月20日に杉並区内の自宅で里子の3歳女児を虐待して死亡させた傷害致死被疑事件の被疑者として、1年後の2011年8月20日に警視庁に逮捕、同年9月9日、東京地検により起訴された。2012年6月26日、東京地方裁判所で裁判員裁判による初公判が開かれた。彼女は暴力はふるっていないと無罪を主張した。検察側は遺体には暴行でしかできないような傷があったこと、暴行を加える機会があったのは彼女だけだと主張した。
東京都の検証委員会では、里親が里子の様子に対して気がかりな行動を相談をした事実と、また保育園では里親からの育てにくさの相談を受けていたこと、原因が不明な痣の確認をしていたことが綴られている 。
一方、弁護側は被害者と彼女の双方に一切接触した痕跡が無かっただけでなく、被害者の衣類に里父以外の男性のDNA型を持つ付着物があったこと、また、家族にはいないB型の毛髪が複数本、家の中から見つかったことから、家族以外の第三者が暴行した可能性があると主張した。
同年7月10日、検察側は「暴行は執拗かつ苛烈。被告は犯行を否認し反省の態度はない」として懲役10年を求刑、同月13日、東京地裁は「外部の者の犯行だとすると不合理な点があり、機会があったのは被告人だけだった」「事故死であるかのように偽装工作までしており、刑事責任は極めて重い」として鈴池被告に懲役9年の実刑判決を言い渡した が控訴。2013年3月26日には一審の東京地裁判決を支持し、東京高裁も懲役9年の判決を下した。
これに対して遊魚側は判決を不服として上告したが、最高裁が2014年2月18日付でこれを棄却したため、二審での判決が確定した。
遊魚は獄中でも無実を訴え続け、2018年10月30日に東京地裁に第一次再審請求をし、2021年7月7日に満期出所したが、公判は開かれず2022年3月28日付けで第一次再審請求は棄却された。2023年4月10日に東京高裁に即時抗告したが棄却された。
現在、第二次再審請求に向けて喜田村洋一弁護士を筆頭に準備している。

### 民事訴訟
2013年9月27日、里子の実母が提訴した民事訴訟において、8千万円の損害賠償請求に対し、齋藤繁道裁判長は4843万3690円の支払いを命じた。
遊魚は里子に暴力はふるっていないが、里親としての管理責任を感じて4300万円を実母に支払った。
遊魚は日刊スポーツの「『リカちゃん声優』ウソ！本物は別の女性」という記事に対して、名誉毀損の本人訴訟を提起し勝訴している。

## 出演作品

### テレビアニメ
- ∀ガンダム（1999年、女 #18）

### アダルトゲーム
- とらいあんぐるハート2 さざなみ女子寮（1999年、槙原愛）
- とらいあんぐるハート3 〜Sweet Songs Forever〜（2000年、槙原愛）

### テレビ番組
- BSアストロファンタジー（NHK）
- ザ!世界仰天ニュース（日本テレビ）
- 検死燃料サイクル（日本テレビ）
- 解決熟女（TBS）
- 赤井英和特番（テレビ朝日）
- スーパーモーニング（テレビ朝日）
- ワイド!スクランブル（テレビ朝日）
- ムービーチャンネル映画紹介（ムービーチャンネル）

### CM
- 日本ペットフード
- 日本リーバ
- マルハ
- 学研
- NEC
- KIRIN
- 雪印
- 日清食品
- 花王
- NTT
- カプコン
- 国民年金
- 日本経済新聞
- 集英社
- 上田東急イン
- オニキス
- モンサント
- メルシャン
- 中部電力